# HEAT (キム・ヒョンジュンの曲)
「HEAT」（ヒート）は、キム・ヒョンジュンの楽曲である。2012年7月4日に2枚目のシングルとしてDELICIOUS DELIよりリリースされた。

## 概要
前作「KISS KISS/Lucky Guy」より半年ぶりのリリースで、日本での2ndシングル。「初回限定盤」4種と「通常盤」の5形態で発売された。
表題曲「HEAT」は、キム・ヒョンジュンがかねてから大ファンであったB'zの稲葉浩志が作詞、松本孝弘が作曲を手がけた楽曲。稲葉がコーラスで、松本がギターとして参加もしている。レコーディング時には、B'zからアドバイスを受けている。
なお、表題曲「HEAT」について「B'z初の詞曲同時提供曲」と一部のニュースサイトに記載されているが、実際には1991年に坪倉唯子に提供した「GO-GO-GIRLS」が初となる。
2012年10月17日～25日に開催された「B'z LIVE-GYM 2012 -Into Free- EXTRA」にてB'zがセルフカバーし、千秋楽の大阪公演ではPV撮影が敢行された。B'zの25周年を記念して発売されたベストアルバムの一つ『B'z The Best XXV 1988-1998』にはセルフカバーしたものが新曲として収録された。
オリコン週間シングルチャートでは初動18.3万枚を売り上げ、自身初の1位を獲得した。また、2012年の年間ランキングでは20.3万枚を売り上げ31位にランクインした。これは2012年の外国人アーティストでは最高の記録。

## 収録曲
| #         | タイトル                 | 作詞                               | 作曲                     | 編曲       | 時間  |
| --------- | ------------------------ | ---------------------------------- | ------------------------ | ---------- | ----- |
| 1.        | 「HEAT」                 | 稲葉浩志                           | 松本孝弘                 | 寺地秀行   | 4:10  |
| 2.        | 「Let's Party」          | Kim Ji Hyang Rina Moon（日本語詞） | Steven Lee Jimmy Richard | Steven Lee | 3:46  |
| 3.        | 「HEAT (TV mix)」        |                                    |                          |            | 4:10  |
| 4.        | 「Let's Party (TV mix)」 |                                    |                          |            | 3:43  |
| 合計時間: | 合計時間:                | 合計時間:                          | 合計時間:                | 合計時間:  | 15:49 |

| #  | タイトル               | 作詞 | 作曲・編曲 |
| -- | ---------------------- | ---- | ---------- |
| 1. | 「HEAT (Music Video)」 |      |            |

| #  | タイトル                      | 作詞 | 作曲・編曲 |
| -- | ----------------------------- | ---- | ---------- |
| 1. | 「Let's Party (Music Video)」 |      |            |

| #         | タイトル          | 作詞      | 作曲      | 編曲      | 時間 |
| --------- | ----------------- | --------- | --------- | --------- | ---- |
| 1.        | 「HEAT」          | 稲葉浩志  | 松本孝弘  | 寺地秀行  | 4:10 |
| 2.        | 「HEAT (TV mix)」 |           |           |           | 4:10 |
| 合計時間: | 合計時間:         | 合計時間: | 合計時間: | 合計時間: | 8:20 |